# Henry Hermand

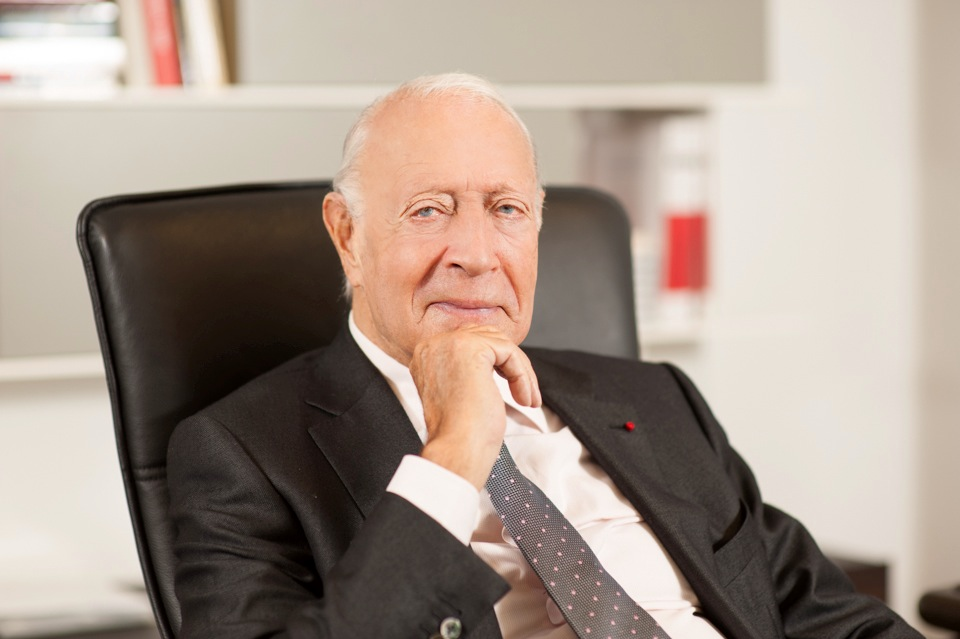
Henry Hermand

Henry Hermand (Clermont, 11 juli 1924 – Parijs, 6 november 2016) was een Frans ondernemer, pionier van de grootdistributie in Frankrijk, mecenas en actief deelnemer aan het politieke leven.

## Levensloop
Zoon van een groothandelaar in voedingswaren, werden zijn studies bemoeilijkt door de Tweede Wereldoorlog en de vernieling van de familiale woning. Hij trad toe tot het verzet, terwijl hij hogere studies in fysica aanvatte.
Hij begon zijn beroepsactiviteiten als fysicus bij het Franse Commissariaat voor Atoomenergie. Hij werd er vakbondsafgevaardigde (1948-1952).
In het tijdschrift La Quinzaine, een orgaan van linkse christenen, werd hij redacteur. Hij werd ook redactielid bij het tijdschrift Esprit (1949-1955), met onder meer Hubert Beuve-Méry, Gilles Martinet en Emmanuel d'Astier de la Vigerie. Hij behoorde tot wat men in Frankrijk la deuxième gauche noemde, dat van Pierre Mendès-France en Michel Rocard, met wie hij bevriend werd.
In 1955 stichtte hij met Aneurin Bevan het Frans-Brits travaillistische tijdschrift La Tribune des Peuples met onder meer K.S. Karol, Louis Dalmas en Georges Suffert.
Tijdens de jaren zestig werd hij een van de gangmakers in Frankrijk van de grootdistributie. Hij werd afgevaardigde bestuurder van de Société des Supermarchés (1963-1971) en realiseerde talrijke supermarkten, in een eerste fase vooral in de omgeving van Parijs.
Hij werd lid van de raad van bestuur van het Institut Français du Libre-Service (1964-2012) en werd er voorzitter en erevoorzitter van.
Hij werd voorzitter van de groep Progest en realiseerde tal van grote commerciële centra, zoals Grand'Place (Grenoble), Grand Var (Toulon), Grand Maine (Angers), Centre de Tourville la Rivière, (Rennes), Creil (Saint-Maximin en Centre de Sevran les Beaudottes. Hij bouwde ook de eerste Afrikaanse supermarkt in Bamako en realiseerde de eerste commerciële centra in Marokko.
Vanaf 1975 interesseerde hij zich opnieuw aan publicaties. Hij werd redactielid van het tijdschrift Faire en werd zaakvoerder van de Éditions du Coq Héron. In 1982 stichtte hij het tijdschrift Interventions, samen met Jacques Julliard. In 1985 werd hij directeur-generaal en vervolgens vicevoorzitter van de krant Matin de Paris.
Hij werd ook politiek actief. Hij werd directielid bij de Parti socialiste unifié (PSU) en sloot later aan bij de Parti socialiste voor wiens studiediensten hij, met Marie-Thérèse Eyquem, een rapport schreef over de consumptie.
Hij werd lid van de Conseil économique et social (1989-1994) en was er de auteur van het rapport over de rol van de distributie in de ruimtelijke ordening.
Vanaf 2007, na zijn activiteiten in de commerciële centra te hebben verkocht, zat hij de vennootschap HH Développement voor, die vastgoed bouwde en jonge ondernemingen ondersteunde.
Hij werkte mee aan verschillende denktanks. Hij was medeoprichter van de Fondation Saint-Simon, lid van  La République des idées, bestuurder van Terra Nova en lid van het oriëntatiecomité van de Club des Vigilants.
Hij was medestichter en aandeelhouder van het blad Le 1.
Nadat hij in 2002 kennis had gemaakt met Emmanuel Macron toen die zijn ENA-stage volbracht in de prefectuur van het departement van de Oise, werd hij met hem bevriend en was hij zijn getuige bij zijn huwelijk in 2007. Hij werd een van zijn raadgevers en verklaarde dat Macron nooit een belangrijke beslissing nam zonder er met hem over te spreken.
In 2016 schonk hij een miljoen euro aan de Fondation Cziffra, hetgeen de aankoop mogelijk maakte van de Collégiale Saint-Frambourg de Senlis.

## Publicatie
- L’ambition n’est pas un rêve,  Parijs, Seuil, 2010.

## Bron
- Dit artikel of een eerdere versie ervan is een (gedeeltelijke) vertaling van het artikel Henry Hermand op de Franstalige Wikipedia, dat onder de licentie Creative Commons Naamsvermelding/Gelijk delen valt. Zie de bewerkingsgeschiedenis aldaar.